# Hexapodibius beasleyi
Hexapodibius beasleyi är en djurart som tillhör fylumet trögkrypare, och som beskrevs av Walter Maucci 1988. Hexapodibius beasleyi ingår i släktet Hexapodibius och familjen Calohypsibiidae. Inga underarter finns listade i Catalogue of Life.